# Biscutella brevifolia
Biscutella brevifolia är en korsblommig växtart som först beskrevs av Georges Rouy och Fouc., och fick sitt nu gällande namn av Emilio Guinea. Biscutella brevifolia ingår i släktet Biscutella och familjen korsblommiga växter. Inga underarter finns listade i Catalogue of Life.